# Clara Moto

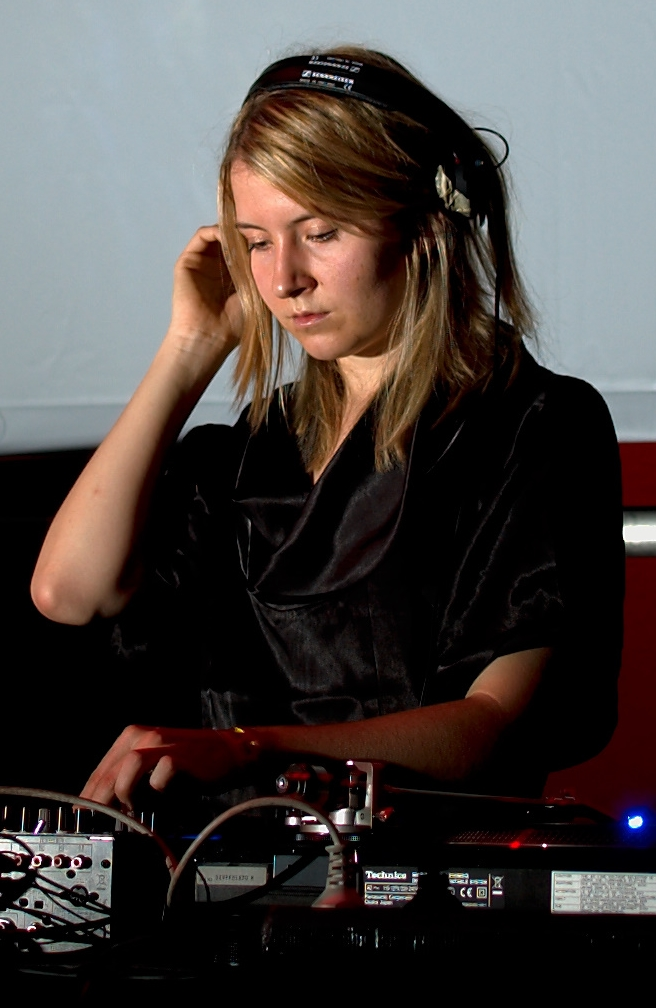
Clara Moto, 2009

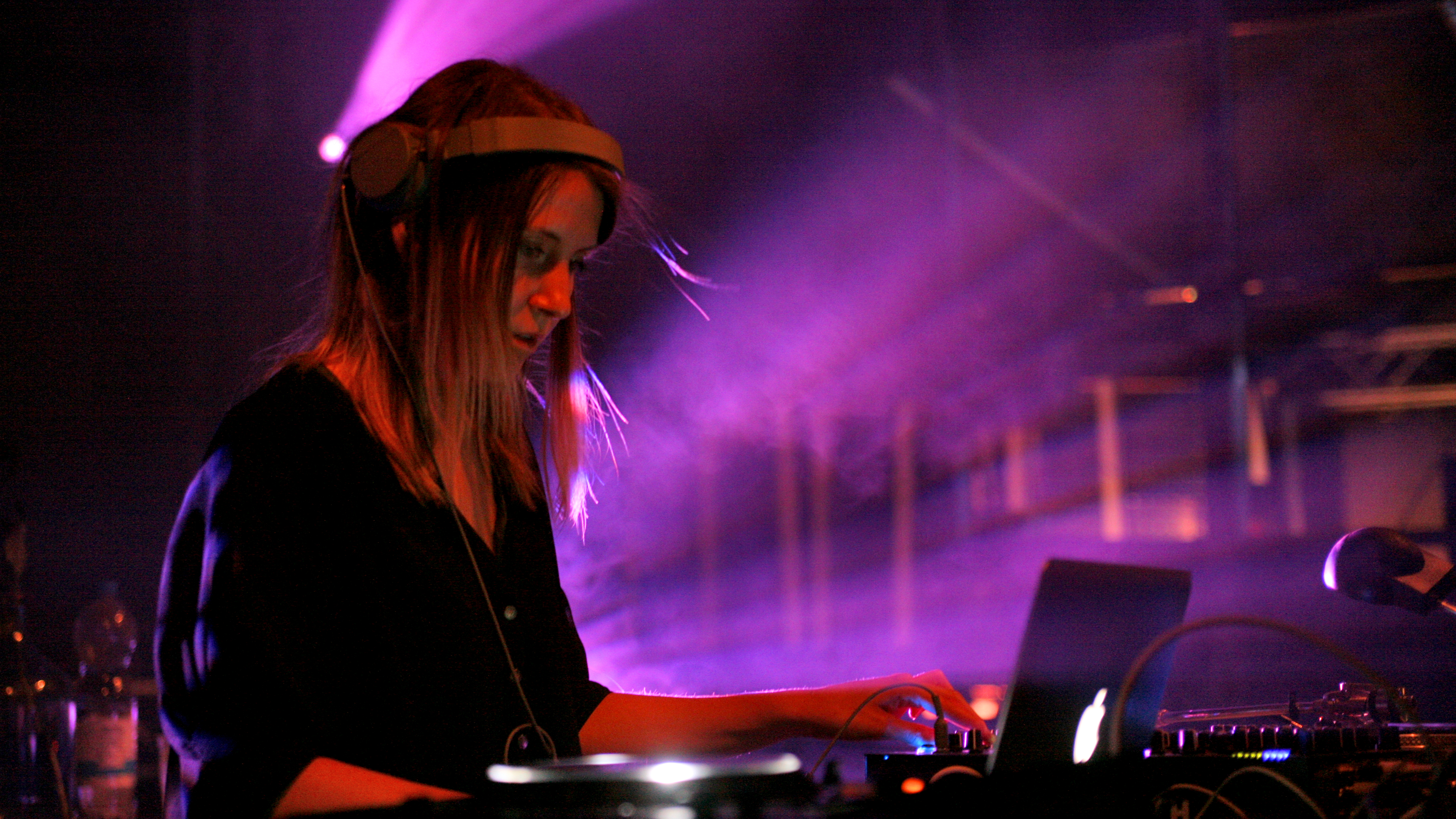
Clara Moto auf dem Nachtdigital 2014

Clara Moto, eigentlich Clara Prettenhofer (geboren 20. März 1983 in Graz), ist eine österreichische Musikproduzentin und DJ aus der Steiermark.

## Leben
Moto stammt aus einem musikalischen Elternhaus und wurde in ihrer Kindheit in Jazz und Klassik am Klavier unterrichtet. Im Alter von fünf Jahren erhielt sie mit dem Yamaha DX7 ihren ersten Synthesizer. Mit Berührungspunkten zu Hip-Hop wandte sie sich 2004 der elektronischen Musik zu und begann Platten zu sammeln und aufzulegen, Tracks zu produzieren und gründete ein eigenes Label mit dem Namen „Houseverbot“. 2006 nahm sie an der Red Bull Music Academy teil, in deren Rahmen sie ihre ersten internationalen Gigs absolvierte. Ihre Debüt-EP Glove Affair erschien 2007, ihr erstes Album Polyamour, stilistisch eine Mischung aus Techno, House, Ambient, Pop und Electronica, veröffentlichte sie 2010. Im Jahr 2010 war sie für den FM4 Award nominiert, der im Rahmen des Amadeus Austrian Music Award verliehen wird 2013 erschien ihr zweites Album Blue Distance. Durch ihre beide Alben erlangte sie internationale Aufmerksamkeit. Zu dieser Zeit lebte sie in Berlin, bevor sie zurück nach Graz zog und 2017 ihre EP Gone by the Morning veröffentlichte. 2020 zog sie sich aus dem aktiven Musikbusiness zurück.

## Diskografie
Alben
- 2010: Polyamour (Infiné)
- 2013: Blue Distance (Infiné)

Singles & EPs
- 2007: Glove Affair (Infiné)
- 2008: Silently (Infiné)
- 2009: Persephony EP (Mina Records)
- 2010: Clara Moto Feat. Mimu – Deer & Fox (Remixes) (Infiné)
- 2013: Joy Departed (Infiné)
- 2017: Gone by the Morning (Infiné)

DJ-Mixes
- 2011: Infiné Winter 2011 (Infiné, U/M/A/A Inc.)

Miscellaneous
- 2008: Violets EP (Persona Records)